# Agliano Terme
Agliano Terme (Ajan in piemontese) è un comune italiano di 1 543 abitanti della provincia di Asti nel territorio storico dell'Astesana, in Piemonte.

## Geografia fisica
A circa 19 km da Asti, sorge Agliano, situato su un colle tra le valli Nizza e del Tiglione in una posizione panoramica.

## Origini del nome
Il suo toponimo, di origine romana, deriva dal gentilizio Allius, e appare per la prima volta nei testi medioevali sin dal 993 come Alljanus, poi come Aglanus.

## Storia
L'origine latina è dimostrata da alcuni reperti archeologici ritrovati sul luogo, per esempio la lapide incisa in onore di Antonio Scapula, probabilmente lo stesso inviato in Britannia verso la metà del I secolo d.C. al fine di sedare un'insurrezione. L'iscrizione fu rinvenuta nelle fondamenta dell'antica Chiesa dei SS. Michele e Bovo. Ma gli storici di Agliano giudicano il Medioevo come l'epoca di maggior interesse.

### Il Medioevo
I Signori di Agliano della prima casata discendono da un Alineo di Nazione e Legge Salica, Visconte nella Neustria, che venne in Italia verso l'anno 900 e divenne Visconte d'Auriate. L'ultima della prima casata dei Signori d'Agliano, andò in sposa ad Ottone Signore di Lanerio, figlio di Manfredo di Brozolo della stirpe dei Manfredingi. In Agliano da questo matrimonio nacquero le seguenti nobili famiglie: d'Agliano, Gatto, Musso, Sclasso, Presbitero. Le suddette famiglie denominate anche come i Signori d'Agliano ed appartenenti alla prima casata, insieme ad altri Signori di Lanerio e di Canelli fondarono il consortile di Acquosana. La prima casata dei Signori d'Agliano ebbe fine col dominio dei Lancia Aleramici, che diedero origine alla seconda casata dei Signori d'Agliano. 
La notorietà di Agliano ebbe inizio con la terza casata dei signori di Agliano: Bonifacio di Agliano, figlio di Belda e di Guglielmo di Moncucco, sposò la vedova di Manfredo I Lancia, che trasferendosi ad Agliano portò con sé la figlia Bianca avuta dal primo marito. L'imperatore Federico II di Svevia, colpito dalla splendente bellezza di Bianca, se ne innamorò perdutamente e, nonostante fosse già ammogliato, ebbe da lei tre figli: Costanza (1230 -1307) che sposò Giovanni III Ducas Vatatze, imperatore d'Oriente, Manfredi di Sicilia (1232 – 1266) poi succeduto al padre al governo del regno di Sicilia e Violante (1233-1264) che andò in sposa a Riccardo Sanseverino conte di Caserta.

### Il Rinascimento
Nel 1531 Agliano passò ai Savoia. Nel 1629 la popolazione del paese fu decimata dalla peste, mentre a causa degli spagnoli si deve la definitiva distruzione del castello, già assediato dalla famiglia Solaro di Asti nei primi anni del XIV secolo, ed in seguito ricostruito grazie alla nobile famiglia astigiana dei Guttuari, a lungo feudataria.

### Età contemporanea
Nei primi anni della seconda guerra mondiale, tra il 1941 e il 1943, Agliano fu uno dei comuni designati come luogo di internamento libero per ebrei stranieri. 49 furono i profughi ebrei provenienti dai Balcani (inclusi alcuni bambini) che vi soggiornarono per periodi più o meno lunghi. Al netto dei frequenti trasferimenti, quelli presenti in paese nell'estate 1943 risultano 22. Dopo l'8 settembre 1943, con l'occupazione tedesca, il gruppo immediatamente si disperse. Alla fine tutti gli ex-internati riuscirono a salvarsi (alcuni trovando rifugio in Svizzera, altri dirigendosi verso Sud incontro all'esercito alleato). Nessun ebreo, italiano o straniero, risulta arrestato ad Agliano.

### Simboli
Il gonfalone è un drappo partito di azzurro e di bianco.

### Onorificenze
Nel 1998 l'ANPI conferì ad Agliano Terme la Medaglia d'oro al merito partigiano per il suo ruolo avuto durante la Resistenza.

## Monumenti e luoghi d'interesse
Sui ruderi del castello fu edificata la chiesa di San Pietro, successivamente demolita nel 1770. Sulla piazza del paese, da cui si può godere un suggestivo panorama dell'Astesana, sorgono due chiese: per prima si incontra la parrocchiale di San Giacomo Maggiore, costruita per sostituire le tre precedenti intitolate a San Michele, a San Pietro e a San Gaudenzio. Venne successivamente riedificata nel 1657 da tutta la comunità dopo la distruzione del precedente edificio dovuta agli spagnoli. Al suo interno si possono osservare numerosi altari in marmo policromi, costruiti verso la metà del Settecento, e il pregevole crocefisso ligneo quattrocentesco. Poco distante possiamo trovare la Confraternita di San Michele risalente all'epoca barocca, attualmente sconsacrata.
In piazza Castello è possibile ammirare la Torre del Antico Castellano che risiedeva lì. Quella torre attualmente è visitabile ed è di proprietà dell'acquedotto
Nella frazione Molizzo, situata a nord vicino al comune di Montegrosso, sorge su una collina, circondato da cipressi secolari, il santuario dell'Annunciazione, originariamente sede di monaci eremiti. L'origine del toponimo della frazione, secondo alcuni storici, potrebbe essere collegata a qualche esponente della famiglia Giordano di Agliano che nel principato del Molise, nel Regno di Napoli, ebbe incarichi ed onori.
Vicino alla frazione Monsarinero è possibile ammirare la chiesa di S. Sebastiano e Bovo. La chiesa sorge su un antico cimitero di origine romana (individuabile per ritrovamento di una lapide). La frazione probabilmente prende il nome dalla chiesa demolita di San Michele e Bovo dove fu edificata l'attuale chiesa.

### Sorgenti termali
Agliano oggi è rinomata per le sue sorgenti termali, la Fons Salutis e la Fonte San Rocco dalla quale sgorga acqua salso-magnesica alla temperatura di 13,8 °C. Se bevute, le sue acque sono attualmente efficaci nei casi di malattie infiammatorie del sistema digerente, del fegato e delle vie biliari, se inalate sono salutari per i problemi alle prime vie respiratorie.

## Società

### Evoluzione demografica
Abitanti censiti

### Etnie e minoranze straniere
Secondo i dati ISTAT al 31 dicembre 2009 la popolazione straniera residente era di 131 persone. Le nazionalità maggiormente rappresentate in base alla loro percentuale sul totale della popolazione residente erano:
- Romania 54 3,22%
- Repubblica di Macedonia 23 1,37%

### Istituzioni, enti e associazioni

#### Banda musicale "Maria Gianussi"
Con la Banda di Asti è la più longeva della provincia essendo stata fondata nel 1847.
Ha avuto una intensa attività fino agli anni '60 seguiti poi da momenti altalenanti di stasi operativa.
Ha un organico stabile di oltre 30 musicisti arrivando, nei concerti, sino a 45 elementi.

## Cultura

### Eventi
Ad Agliano vengono organizzate le seguenti feste:
- festa patronale
- Barbera d'Asti Days
- Barbera Fish Festival
- Barbera and Champagne
- The Color Hills

### Cinema
Ad Agliano Terme sono state girate alcune scene del film Il diavolo sulle colline di Vittorio Cottafavi.

## Geografia antropica

### Frazioni
Banchetti, Bansella, Bologna, Brusasacco, Crena, Dani, Dogliani, San Rocco, Goretta, Lovetta, Monsarinero, Mola - Francia, Molizzo, Monta`, Ogniprato, Paludo, Salere, San Bernardino, San Rocco,San Zeno, Vialta, Vianoce, Monsarinero, Spessa.

## Economia
Oltre all'attività termale Agliano non dimentica l'agricoltura: si coltivano i cereali, fra cui frumento, la vite, dalla quale si ottiene dell'ottima barbera d'Asti e del Nizza docg. Dal 1996 è stato dichiarato Comune Termale; in precedenza era noto come Agliano d'Asti. Va ricordato che Agliano è uno dei pochi comuni astigiani, oltre al capoluogo, che offre un'istruzione secondaria, infatti è presente un istituto alberghiero.

## Infrastrutture e trasporti
La località è servita dalla stazione di Agliano-Castelnuovo Calcea, posta lungo la ferrovia Asti-Genova.

## Amministrazione
Di seguito è presentata una tabella relativa alle amministrazioni che si sono succedute in questo comune.
| Periodo        | Periodo        | Primo cittadino       | Partito                                | Carica  | Note  |
| -------------- | -------------- | --------------------- | -------------------------------------- | ------- | ----- |
| 24 aprile 1995 | 14 giugno 1999 | Secondino Aluffi      | centro                                 | Sindaco | [ 9 ] |
| 14 giugno 1999 | 14 giugno 2004 | Secondino Aluffi      | lista civica                           | Sindaco | [ 9 ] |
| 14 giugno 2004 | 8 giugno 2009  | Franco Giuseppe Serra | lista civica                           | Sindaco | [ 9 ] |
| 8 giugno 2009  | 25 maggio 2014 | Franco Giuseppe Serra | lista civica Per il futuro di Agliano  | Sindaco | [ 9 ] |
| 26 maggio 2014 | 26 maggio 2019 | Franco Giuseppe Serra | lista civica Per il futuro di Agliano  | Sindaco | [ 9 ] |
| 27 maggio 2019 | in carica      | Marco Biglia          | lista civica L'alternativa per Agliano | Sindaco | [ 9 ] |